# جيمي إسموند
جيمي إسموند (بالإنجليزية: Jimmy Esmond)‏ هو لاعب كرة قاعدة أمريكي، ولد في 8 أكتوبر 1889 في ألباني في الولايات المتحدة، وتوفي في 6 يونيو 1948 في تروي في الولايات المتحدة.

## وصلات خارجية
- جيمي إسموند على موقع دوري كرة القاعدة الرئيسي (الإنجليزية)
- جيمي إسموند على موقعبيزبول رفرنس.كوم (الدوري الرئيسي) (الإنجليزية)
- جيمي إسموند على موقعبيزبول رفرنس.كوم (الدوري الثانوي) (الإنجليزية)